# St. Philipp und Jakob (Bad Grönenbach)

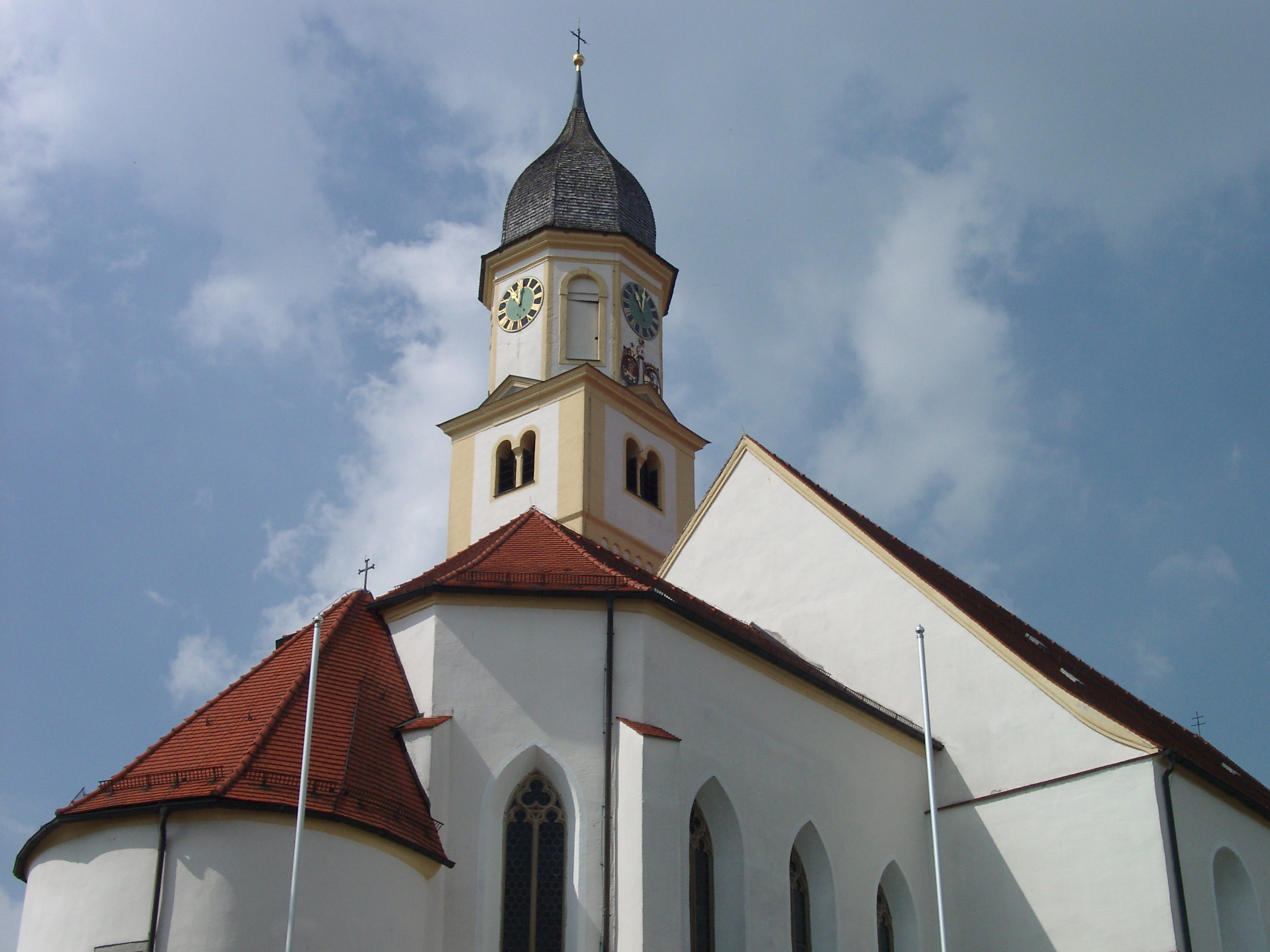
Stiftskirche St. Philippus und Jakobus

Die römisch-katholische Stiftskirche St. Philipp und St. Jakob war die Kirche des ehemaligen Kollegiatstifts in Bad Grönenbach in Bayern in der Diözese Augsburg. Kirchenpatrone der Kirche sind die Apostel Philippus und Jakobus. Die heutige Pfarrkirche steht unter Denkmalschutz.

## Geschichte
In Bad Grönenbach stand wohl schon sehr früh eine Pfarrkirche. Die erste Weihe der damals noch romanischen Kirche fand am 27. Mai 1136 durch den Augsburger Bischof Walter statt. Diese Kirche wurde im 15. Jahrhundert gotisch um- und neu aufgebaut, da sie zu klein und baufällig wurde. Dieser Neubau wurde am 15. Oktober 1445 eingeweiht. Vom romanischen Vorgängerbau ist heute noch die Krypta sowie das Untergeschoss des Turmes vorhanden. 50 Jahre später, im Jahr 1495, wurden abermals bauliche Veränderungen vorgenommen; so wurde ein neuer Dachstuhl aufgesetzt und die Kirche um ein Joch verlängert. Diese Umbauten wurden anlässlich der Errichtung des Kollegiatstiftes 1479 durch Ludwig von Rothenstein vorgenommen. Die umgebaute Stiftskirche wurde zum dritten Mal am 5. Juli 1495 durch Weihbischof Johannes von Augsburg eingeweiht. In den Jahren 1559 bis 1621 wurde die Stiftskirche als Simultankirche genutzt, sowohl für die reformierten calvinistischen und katholischen Gläubigen. Die Simultannutzung wurde am 2. September 1621 mit Beihilfe des Grafen Otto Heinrich Fugger abgeschafft.
Im Jahr 1622 wurden der Turm und das Langhaus neu eingedeckt. Gegen Ende des 17. Jahrhunderts, 1663, wurde die Stiftskirche barockisiert. In dieser Zeit wurden die Rundfenster geschaffen, die heute noch vorhanden sind. 1784 wurde die bis dahin bestehende Sakristei an der Nordseite der Kirche abgebrochen und als Rundturm am Chor angebaut. Unterhalb der Sakristei befand sich das Beinhaus. Im Jahr 1884 wurde die Kirche neugotisch umgestaltet. Während der Umgestaltung wurde in einem zugemauerten Chorfenster die Inschrift „Renovatum Decan Megglin 1663“ gefunden. 1804 im Zuge der Säkularisation wurde das Kollegiatstift aufgelöst. Die Stiftskirche wurde Pfarrkirche und im Stiftsgebäude mit seiner wertvollen Bibliothek der Pfarrhof untergebracht.

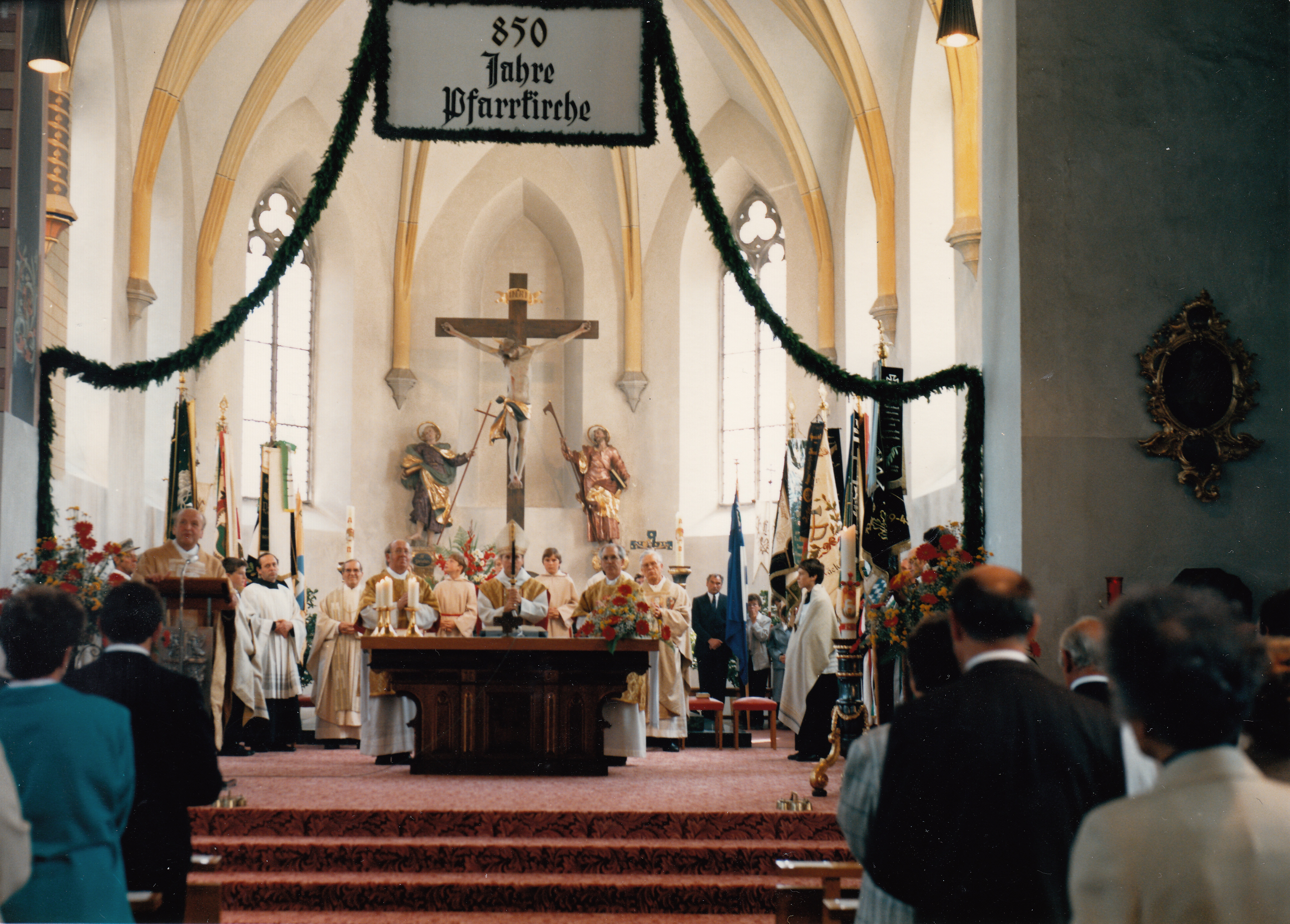
Messe anlässlich der 850-Jahr-Feier 1986. Gestaltung des Hochaltares nach der Umgestaltung ab 1960 bis zur Innenrenovierung 1988

In den Jahren 1960–1966 fand eine radikale Umgestaltung der Pfarrkirche statt. Während dieser Umgestaltung wurde ein Großteil der Innenausstattung aus der Pfarrkirche entfernt, so unter anderem die Kanzel, die beiden Emporen, das Chorgestühl und die Kirchenbänke aus dem 18. Jahrhundert. 1979, anlässlich der 500-Jahr-Feier des Kollegiatstiftes, wurde die Pfarrkirche wieder in Stiftskirche umbenannt. 1988–1995 erfolgte eine umfangreiche Innenrenovierung. Die farbliche Ausgestaltung der Raumschale wurde nach dem Geist der Hildegard von Bingen vorgenommen.

## Baubeschreibung

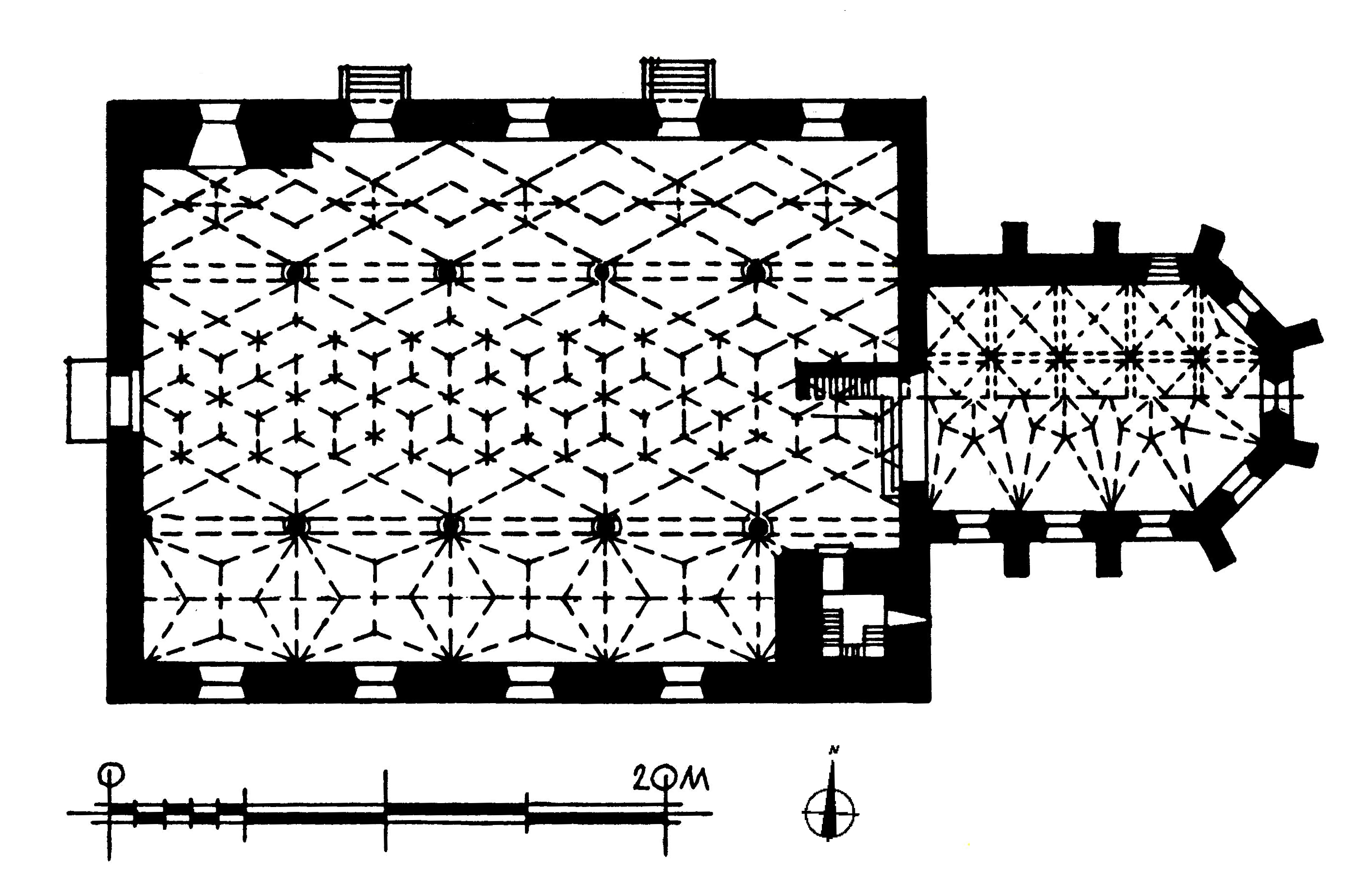
Grundriss der Stiftskirche St. Philip und Jakob in Bad Grönenbach

Die Stiftskirche ist eine dreischiffige Halle mit überhöhtem Mittelschiff. Der eingezogene 5/8-Chor hat ein neugotisches Sternnetzgewölbe aus dem Jahr 1887. Im Chor öffnen sich sieben Lanzettfenster. Das Langhaus ist an jeder Seite durch vier rundbogige Fenster gegliedert. Das Mittelschiff ist mit einem, vermutlich 1495 erneuerten, Netzgewölbe, das nördliche Seitenschiff mit einem Netzrippengewölbe, das südliche Seitenschiff mit einem Sterngewölbe gedeckt. Die Gewölbe der beiden Seitenschiffe ruhen auf Wappenkonsolen mit Wappenschlusssteinen. Der Kirchturm erhebt sich am Ostende des südlichen Seitenschiffes und ragt auch in dieses hinein. Der untere Teil des Turmes besteht aus Tuffstein und ist vierseitig. Über dem vierten Turmgeschoss befindet sich ein Rundbogenfries. Das fünfte Turmgeschoss ist mit Ecklisenen und Rundbogenfries versehen. Im vorkragenden sechsten Turmgeschoss öffnen sich gekoppelte Klangarkaden. Das oktogonale Obergeschoss des Turmes ist durch blinde Rundbogenfenster gegliedert. Der Turm ist mit einer geschwungenen Haube abgeschlossen. An der Außenfassade des Turmes befindet sich das Wappen des Kemptener Fürstabtes Rupert von Bodman.
Das Mittelschiff hat innen eine Höhe von 13 Metern, die beiden Seitenschiffe sind jeweils 9,75 Meter hoch und der Chor hat 10 Meter Höhe. Die Gesamtlänge der Stiftskirche beträgt im Inneren 40,25 Meter, davon entfallen auf das Langhaus 27 Meter und auf den Chor 13,25 Meter. Die Breite des Langhauses beträgt 19,10 Meter. Die quadratischen Sockel der Säulen haben eine Kantenlänge von 95 cm, die Säulen selbst einen Umfang von 2,35 Meter und einen Durchmesser von 75 cm.

## Ausstattung
An der Innenwand des an der Ostseite im Langhaus angebrachten Turmes befinden sich die gemalten Wappen der ehemaligen Ortsherren (Herren von Grönenbach, Rothenstein und Pappenheim) und Stifter der Stiftskirche. Die Wappen wurden wohl im 17. Jahrhundert geschaffen. Wappen finden sich auch an den Konsolen der Gewölbe der Seitenschiffe, sowie an der Decke der Seitenschiffe. Noch aus der Zeit der barocken Ausgestaltung der Kirche stammen die Statuen der Apostel Petrus, Paulus, Philippus und Jakobus an den Rückwänden der beiden Seitenschiffe.
Die während der Umgestaltung in den Jahren 1960–1966 aus der Pfarrkirche entfernten Altäre sowie der Kreuzweg wurden während der letzten Renovierung 1988–1995 wieder in der Stiftskirche aufgestellt bzw. angebracht. Der Hochaltar wurde ursprünglich 1884 von der Schreinerei W. Engel in Babenhausen gefertigt. Nahezu alle Figuren, die sich ehemals auf den Altären befanden, sind nicht erhalten und mussten nach- bzw. neu geschnitzt werden. Der Hauptaltar enthält die Figuren der Apostel Petrus, Paulus, Philippus und Jakobus. Im Mittelpunkt steht der gekreuzigte Jesus, umgeben von Maria und Johannes. Rechts und links stehen Johannes der Täufer und Josef. An der Spitze des Hochaltares befindet sich Gott der Vater mit der Taube des Heiligen Geistes. Bevölkert wird der Hochaltar noch zusätzlich von 12 kleinen und vier großen Engelsfiguren. Im Gegensatz zu den Figuren des Hauptaltares, die nachgeschnitzt wurden, befinden sich auf den beiden Seitenaltären völlig neu geschaffene Holzfiguren. Die Hauptfigur im linken Seitenaltar stellt Maria mit dem Jesuskind dar. Begleitet wird sie von Hildegard von Bingen und Franz von Assisi. Der rechte Seitenaltar enthält die Figur des Josef mit Jesus als Knabe. Rechts und links davon befinden sich Skulpturen des 1987 seliggesprochenen Paters Rupert Mayer und der 1998 heiliggesprochenen Schwester Edith Stein.
Der Kreuzweg wurde 1884 von Franz Schmalzl aus Gröden geschaffen. Nach der Entfernung in den Jahren 1960–1966 wurden die Reliefs abgelaugt und 1992 von dem Kirchenmaler Ludwig Amann aus Weissenhorn neu gefasst.

### Herz-Jesu-Altar

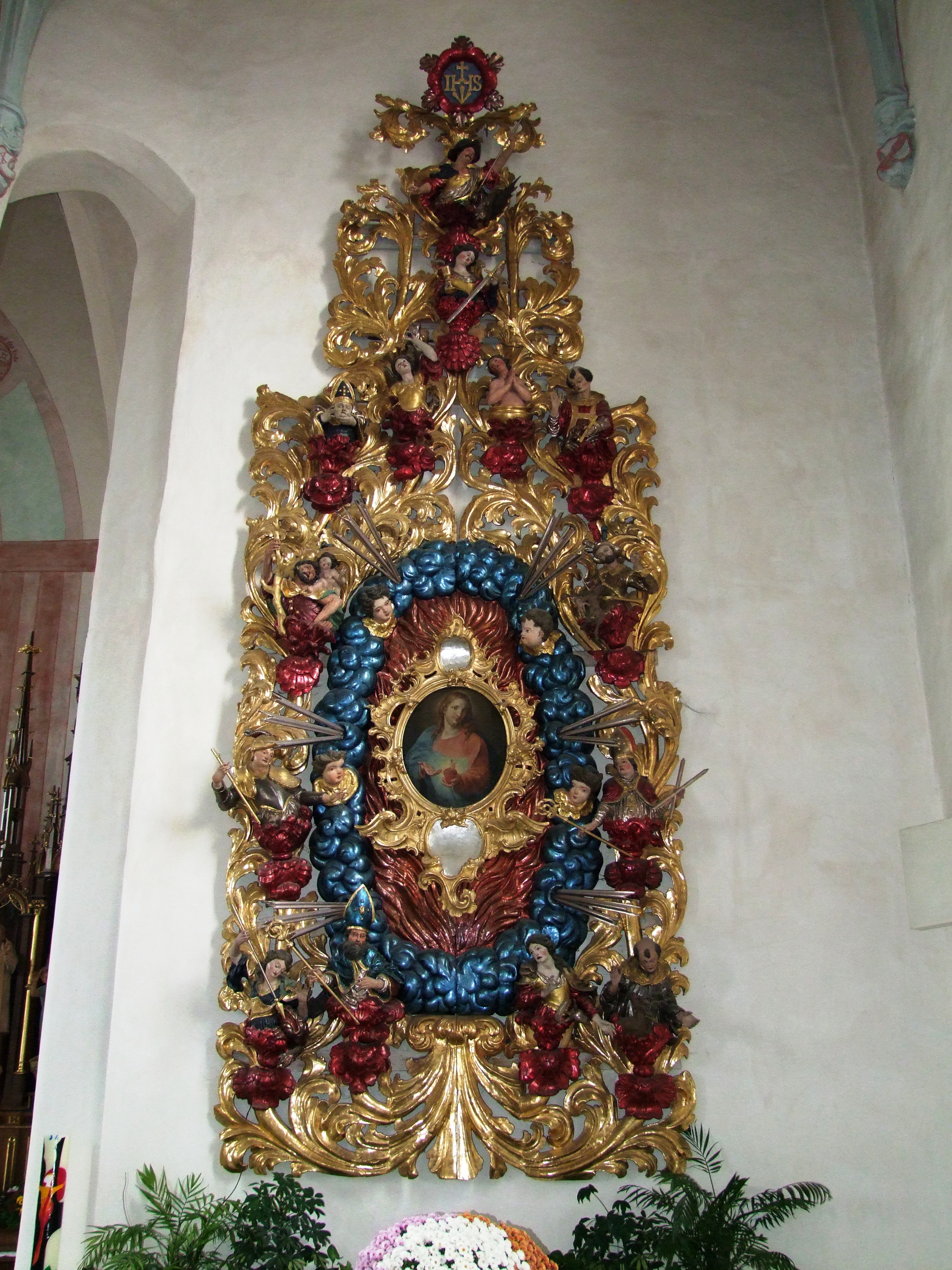
Herz-Jesu-Altar mit den 14 Nothelfern in der Stiftskirche Bad Grönenbach

Dekan Georg Koller schaffte im Jahr 1713 den Herz-Jesu-Altar an. In der Mitte des Altaraufsatzes befindet sich in einem Medaillon ein Herz-Jesu-Bildnis, das üppig mit vergoldeten Rokoko-Ornamenten und einem Wolkenband mit Engelköpfchen gerahmt wird. Akanthusranken und farbige Halbfiguren der 14 Nothelfer umgeben das Medaillon. Im Uhrzeigersinn, oben beginnend, sind dies Georg mit Lanze und Drachen, Barbara mit Kelch und Schwert, Vitus im Kessel, Cyriakus als Diakon, Eustachius mit Hirsch, Blasius als Bischof, Ägidius mit Hirsch, Katharina mit Schwert und zerbrochenem Rad, Erasmus mit Mitra und Stab, Margareta mit Speer und Drachen, Achatius mit Dornen und Kreuz, Christophorus mit dem Jesuskind, Dionysius mit geköpftem Haupt, Pantaleon. Der Altaraufsatz wird von einem Medaillon mit der Inschrift IHS gekrönt.

## Epitaphe
In der Stiftskirche zu Bad Grönenbach sind eine Reihe von Epitaphien angebracht, die Mitglieder des ehemaligen Ortsadels derer von Rothenstein und von Pappenheim darstellen.
| Epitaph Ludwig von Rothensteins             | Ludwig von Rothenstein († 1482) war der Stifter der Stiftskirche, des Kollegiatstiftes und dem Spital zum Hl. Geist zu Bad Grönenbach. Mit seinem Tod vermachte Ludwig von Rothenstein seinen gesamten Besitz an seinen Neffen Heinrich von Pappenheim. Das Sandsteinepitaph wurde vermutlich von dem aus Memmingen stammenden Steinmetz Niklas Türing d. Ä. geschaffen. Über der Darstellung Ludwig von Rothensteins befindet sich in einer Nische die Büste des hl. Jakobus. Die Inschrift auf dem Epitaph lautet wie folgt: Im Jahre des Herrn 1482 am 8. Mai starb der edle Herr Ludwig von Rothenstein und Leonstein, Ritter, Stifter dieses würdigen Stifts. Im Jahre des Herrn 1501 am 15. April starb die edle Frau Jutta von Hürnheim, seine Hausfrau. Denen Gott gnädig sei. |
| Epitaph Alexander von Pappenheims           | Alexander von Pappenheim († 1511) war ein Onkel von Wolfgang von Pappenheim. Er war 1488 an der Befreiung von König Maximilian I. in Brügge beteiligt. Das Epitaph wurde vermutlich vom Kemptener Bildhauer Lux Maurus geschaffen. Die Inschrift lautet wie folgt: Im Jahre des Herrn 1500 und im 11. Jahr starb der edle Alexander zu Pappenheim, des heiligen römischen Reiches Erbmarschall. Im Jahre des Herrn 1507 starb die edle Frau Barbara Marschallin geb. von Ellerbach, seine Hausfrau. Denen Gott gnädig sei. |
| Epitaph Wolfgang von Pappenheims            | Wolfgang von Pappenheim († 1558) war ein Neffe Alexanders von Pappenheim. Er stand 16 Jahre im Dienste Kaiser Karls V. und nahm 1548 am Reichstag in Augsburg teil. Einer seiner Söhne, Philipp von Pappenheim, führte den reformierten Glauben nach Calvin in Grönenbach ein. Sein Epitaph ist bezeichnet mit E. M. und wurde vermutlich von Endras Maurus geschaffen. Das Epitaph trägt folgende Inschrift: Anno Domini 1558 am Montag vor dem Heilligen Drei König Tag zwischen 2 und 3 Nachmittags starb der edle und strenge Herr Wolfgang zu Pappenheim, des heilligen römischen Reiches Erbmarschall. |
| Epitaph Margareta von Pappenheims           | Das Epitaph ist als flaches Ganzfigurenrelief ausgeführt und stellt Margareta von Pappenheim († 1555) im Parallelfaltenstil dar. Geschaffen wurde das Epitaph von Endras Maurus um 1540/1550. Margerate von Pappenheim war die Ehefrau von Wolfgang von Pappenheim. |
| Epitaph Joachims von Pappenheims            | Die Inschriften auf dem Epitaph Joachim von Pappenheims († 1599) sind nicht mehr lesbar. Die Wappen rechts und links des Epitaphs können jedoch wie folgt zugeordnet werden. Linke Seite von oben nach unten: Pappenheim, Hirnhaim, Sirgenstein, Ratzenried. Rechte Seite von oben nach unten: Freiberg, Stain, Laubenberg, Schellenberg. Geschaffen wurde das Epitaph von Esaias Gruber d. J. |
| Epitaph Matthias Kochs und Ursula Koch      | Das Epitaph ist als Bronzeplatte ausgeführt und wurde von Jakob Weinmann aus Nürnberg für Matthias Koch († 1590) und seine Ehefrau Ursula († 1574) geschaffen. |
| Schematische Darstellung des Doppelepitaphs | Ein großes Doppelepitaph befindet sich an der Westwand rechts des Haupteinganges. Dieses stellt links Alexander II. von Pappenheim († 1612) und seinen Vater Heinrich Burkhardt von Pappenheim († 1547), sowie die Ehefrau Alexanders Margareta von Syrgenstein und deren Mutter Brigitta von Ratzenried dar. Die rechte Seite des Epitaphs zeigen Hans Philipp von Rechberg-Hohenrechberg († 1611) und dessen Gemahlin Anna von Pappenheim († 1616), eine Tochter Alexanders II. von Pappenheim. Die Inschriften auf dem Epitaph sind nicht mehr lesbar. |

## Liste der Pfarrer und Dekane von Grönenbach
Die Nummerierung der Auflistung mit A bezeichnet einen Pfarrer, mit B Stiftsdekane (seit der Stiftung Ludwigs von Rothenstein im Jahr 1479) und mit C Pfarrer seit der Säkularisation 1803.
| \| Nr. \| von \| bis \| Name \| Bemerkung \| \| --- \| ---- \| ---- \| -------------------------------- \| ------------------------------------------------------------------------------------------------------------------------------------------------------------- \| \| A1 \| 1150 \| \| Berthold von Grönenbach \| \| \| A2 \| 1322 \| \| Konrad \| \| \| A3 \| 1377 \| 1405 \| Christoph von Rothenstein \| \| \| A4 \| 1416 \| 1418 \| Johannes Wiedemann \| \| \| A5 \| 1445 \| \| Johannes Peppel \| \| \| A6 \| 1479 \| \| Ludwig Nagel \| \| \| B1 \| 1480 \| \| Mag. Jacob Walder (Walther) \| aus Memmingen \| \| B2 \| 1500 \| 1517 \| Mag. Konrad Rotmayr \| \| \| B3 \| 1517 \| 1523 \| Johannes Kimpel (Kümpel) \| aus Memmingen, † 23. September 1523 \| \| B4 \| 1533 \| 1550 \| Sigmund Frey (Freymann) \| \| \| B5 \| 1579 \| \| Mag. Georgius Meuerle (Meuerlin) \| Vicedecanus \| \| B6 \| 1581 \| 1586 \| Johannes Mayr \| \| \| B7 \| 1591 \| 1596 \| Andreas Weiß \| aus Grönenbach, Priesterweihe 26. Mai 1584, zeitgleich Pfarrer von Illertissen \| \| B8 \| 1604 \| \| Johannes Lengst \| Vicedecanus \| \| B9 \| 1604 \| 1609 \| Mag. Balthasar Lengst \| Priesterweihe 25. Januar 1604 \| \| B10 \| 1609 \| 1613 \| Ludovicus Zeltenbach \| Priesterweihe 5. März 1605 \| \| B11 \| 1613 \| \| Andreas Weiß \| aus Grönenbach, † 6. November 1613 \| \| B12 \| 1614 \| 1615 \| Wolfgang Geßler \| \| \| B13 \| 1615 \| 1629 \| Andreas Epplin \| aus Ottobeuren, † 30. August 1629 \| \| B14 \| 1629 \| 1643 \| Mag. Georg Biescher (Fischer) \| aus Ottobeuren, Priesterweihe 20. Dezember 1625, † 5. Juni 1643 \| \| B15 \| 1643 \| 1653 \| Mag. Nikolaus Brunner \| \| \| B16 \| 1653 \| 1660 \| Mag. Lukas Mayr \| aus Ottobeuren \| \| B17 \| 1660 \| 1663 \| Georg Holzer \| \| \| B18 \| 1663 \| 1682 \| Mag. Georg Megglin \| aus Obergünzburg, † 1682 \| \| B19 \| 1682 \| 1693 \| Johann Ulrich Moll \| aus Ellwangen, Priesterweihe 20. September 1681 \| \| B20 \| 1693 \| 1719 \| Johann Georg Koller (Kohler) \| aus Dillingen, Priesterweihe 27. Mai 1684 \| \| B21 \| 1719 \| \| Johann Georg Huber \| aus Bernbeuren, † 2. Juni 1762 \| \| B22 \| 1762 \| 1781 \| Ignaz Schnell \| aus Grönenbach, * 6. Februar 1715, Priesterweihe 1. März 1738, † 15. April 1781 \| \| B23 \| 1781 \| 1787 \| Franz Xaver Kaltenhauser \| aus Kempten, * 15. November 1727, Priesterweihe 31. Mai 1751 \| \| B24 \| 1787 \| \| Johann Nepomuk Frey \| aus Wirlings, * 7. Februar 1746, Priesterweihe 10. März 1775, † 3. Oktober 1814 \| \| C1 \| 1803 \| 1814 \| Johann Nepomuk Christoph Frey \| \| \| C2 \| 1816 \| 1832 \| Alois Hertrich \| aus Hetzlinshofen, * 16. November 1744, Priesterweihe 21. September 1799 \| \| C3 \| 1833 \| 1834 \| Ignaz Mayer \| aus Frankenried, * 11. Juni 1801, Priesterweihe 24. September 1825, † 10. Februar 1834, hat während eines Gottesdienstes Selbstmord durch Erschießen begangen \| \| C4 \| 1834 \| 1840 \| Franz Xaver Egger \| aus Denklingen, * 6. Januar 1798, Priesterweihe 18. Mai 1825 \| \| C5 \| 1841 \| 1843 \| Andreas Becherer \| aus Geisenried, * 1. August 1793, Priesterwieh 1. Mai 1824 \| \| C6 \| 1844 \| 1847 \| Eduard Hohenecker \| Findelkind aus Wien, * 18. August 1809, Priesterweihe 7. Juli 1835, † März 1882 \| \| C7 \| 1848 \| 1869 \| Joseph Fischer \| aus Augsburg, * 7. April 1808, Priesterweihe 7. Juli 1835 \| \| C8 \| 1870 \| 1880 \| Alban Winter \| aus Obenhausen, * 5. September 1828, Priesterweihe 6. August 1852 \| \| C9 \| 1880 \| 1903 \| Franz Xaver Breher \| aus Heimertingen, * 1. Dezember 1850, Priesterweihe 9. August 1874, † 1909 \| \| C10 \| 1903 \| \| Joseph Sedelmayer \| aus Oberreichenbach, * 8. März 1862, Priesterweihe 1. August 1885, † 1940 \| \| C11 \| \| \| Johann Ev. Hartl \| * 1909, Priesterweihe 1934, † 1975 \| \| C12 \| \| \| Franz X. Langhans \| * 1905, Priesterweihe 1933, † 1994 \| \| C13 \| 1974 \| 1978 \| Paul Finkenzeller \| \| \| C14 \| 1978 \| 2000 \| Stefan Ried \| \| \| C15 \| 2000 \| \| Klemens Geiger \| \| |      |      |                                  | |
| Nr. | von  | bis  | Name                             | Bemerkung |
| A1 | 1150 |      | Berthold von Grönenbach          | |
| A2 | 1322 |      | Konrad                           | |
| A3 | 1377 | 1405 | Christoph von Rothenstein        | |
| A4 | 1416 | 1418 | Johannes Wiedemann               | |
| A5 | 1445 |      | Johannes Peppel                  | |
| A6 | 1479 |      | Ludwig Nagel                     | |
| B1 | 1480 |      | Mag. Jacob Walder (Walther)      | aus Memmingen |
| B2 | 1500 | 1517 | Mag. Konrad Rotmayr              | |
| B3 | 1517 | 1523 | Johannes Kimpel (Kümpel)         | aus Memmingen, † 23. September 1523 |
| B4 | 1533 | 1550 | Sigmund Frey (Freymann)          | |
| B5 | 1579 |      | Mag. Georgius Meuerle (Meuerlin) | Vicedecanus |
| B6 | 1581 | 1586 | Johannes Mayr                    | |
| B7 | 1591 | 1596 | Andreas Weiß                     | aus Grönenbach, Priesterweihe 26. Mai 1584, zeitgleich Pfarrer von Illertissen                                                                                |
| B8 | 1604 |      | Johannes Lengst                  | Vicedecanus |
| B9 | 1604 | 1609 | Mag. Balthasar Lengst            | Priesterweihe 25. Januar 1604 |
| B10 | 1609 | 1613 | Ludovicus Zeltenbach             | Priesterweihe 5. März 1605 |
| B11 | 1613 |      | Andreas Weiß                     | aus Grönenbach, † 6. November 1613 |
| B12 | 1614 | 1615 | Wolfgang Geßler                  | |
| B13 | 1615 | 1629 | Andreas Epplin                   | aus Ottobeuren, † 30. August 1629 |
| B14 | 1629 | 1643 | Mag. Georg Biescher (Fischer)    | aus Ottobeuren, Priesterweihe 20. Dezember 1625, † 5. Juni 1643                                                                                               |
| B15 | 1643 | 1653 | Mag. Nikolaus Brunner            | |
| B16 | 1653 | 1660 | Mag. Lukas Mayr                  | aus Ottobeuren |
| B17 | 1660 | 1663 | Georg Holzer                     | |
| B18 | 1663 | 1682 | Mag. Georg Megglin               | aus Obergünzburg, † 1682 |
| B19 | 1682 | 1693 | Johann Ulrich Moll               | aus Ellwangen, Priesterweihe 20. September 1681 |
| B20 | 1693 | 1719 | Johann Georg Koller (Kohler)     | aus Dillingen, Priesterweihe 27. Mai 1684 |
| B21 | 1719 |      | Johann Georg Huber               | aus Bernbeuren, † 2. Juni 1762 |
| B22 | 1762 | 1781 | Ignaz Schnell                    | aus Grönenbach, * 6. Februar 1715, Priesterweihe 1. März 1738, † 15. April 1781                                                                               |
| B23 | 1781 | 1787 | Franz Xaver Kaltenhauser         | aus Kempten, * 15. November 1727, Priesterweihe 31. Mai 1751                                                                                                  |
| B24 | 1787 |      | Johann Nepomuk Frey              | aus Wirlings, * 7. Februar 1746, Priesterweihe 10. März 1775, † 3. Oktober 1814                                                                               |
| C1 | 1803 | 1814 | Johann Nepomuk Christoph Frey    | |
| C2 | 1816 | 1832 | Alois Hertrich                   | aus Hetzlinshofen, * 16. November 1744, Priesterweihe 21. September 1799                                                                                      |
| C3 | 1833 | 1834 | Ignaz Mayer                      | aus Frankenried, * 11. Juni 1801, Priesterweihe 24. September 1825, † 10. Februar 1834, hat während eines Gottesdienstes Selbstmord durch Erschießen begangen |
| C4 | 1834 | 1840 | Franz Xaver Egger                | aus Denklingen, * 6. Januar 1798, Priesterweihe 18. Mai 1825                                                                                                  |
| C5 | 1841 | 1843 | Andreas Becherer                 | aus Geisenried, * 1. August 1793, Priesterwieh 1. Mai 1824 |
| C6 | 1844 | 1847 | Eduard Hohenecker                | Findelkind aus Wien, * 18. August 1809, Priesterweihe 7. Juli 1835, † März 1882                                                                               |
| C7 | 1848 | 1869 | Joseph Fischer                   | aus Augsburg, * 7. April 1808, Priesterweihe 7. Juli 1835 |
| C8 | 1870 | 1880 | Alban Winter                     | aus Obenhausen, * 5. September 1828, Priesterweihe 6. August 1852                                                                                             |
| C9 | 1880 | 1903 | Franz Xaver Breher               | aus Heimertingen, * 1. Dezember 1850, Priesterweihe 9. August 1874, † 1909                                                                                    |
| C10 | 1903 |      | Joseph Sedelmayer                | aus Oberreichenbach, * 8. März 1862, Priesterweihe 1. August 1885, † 1940                                                                                     |
| C11 |      |      | Johann Ev. Hartl                 | * 1909, Priesterweihe 1934, † 1975 |
| C12 |      |      | Franz X. Langhans                | * 1905, Priesterweihe 1933, † 1994 |
| C13 | 1974 | 1978 | Paul Finkenzeller                | |
| C14 | 1978 | 2000 | Stefan Ried                      | |
| C15 | 2000 |      | Klemens Geiger                   | |

## Orgel

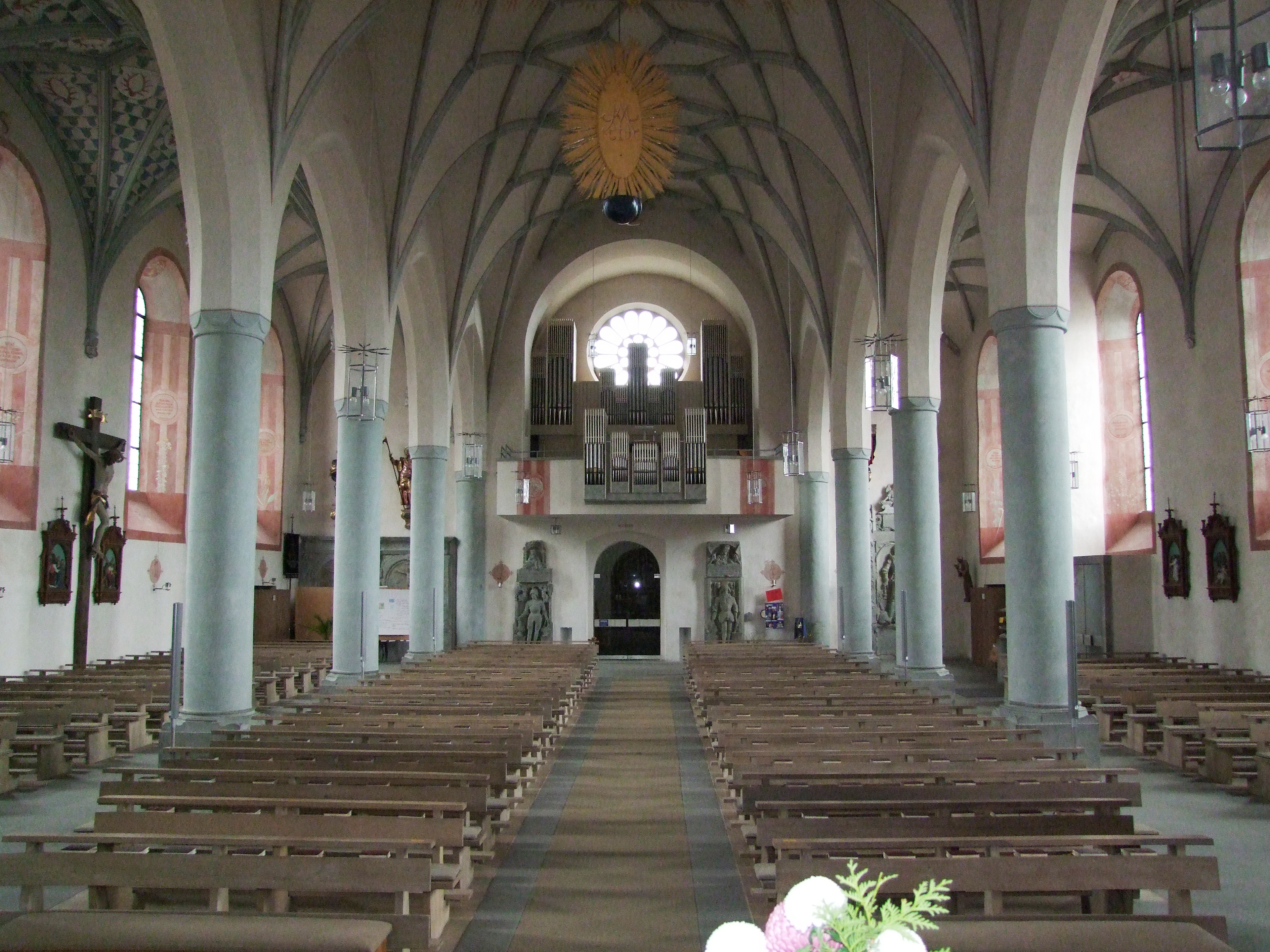
Blick auf die Orgel

Bereits 1589 wurde eine Orgel durch Alexander II. von Pappenheim angeschafft. Sie wurde 1746 durch den Ottobeurer Orgelmacher Josef Zettler sowie 1840 durch den Orgelbauer Franz Anton Kiene repariert. Die heutige Orgel wurde 1967 von dem Orgelbauer Jakob Maximilian Offner (Kissing) neu erbaut. Das Schleifladen-Instrument hat 35 Register auf drei Manualen und Pedal. Die Spieltrakturen sind mechanisch, die Registertrakturen elektrisch.
| I Rückpositiv C– |             |       |
| 1.               | Gedeckt     | 8′    |
| 2.               | Quintade    | 8′    |
| 3.               | Prästant    | 4′    |
| 4.               | Rohrflöte   | 4′    |
| 5.               | Oktave      | 2′    |
| 6.               | Quinte      | 1 ⁄3′ |
| 7.               | Terz-Zimbel | 1⁄2′  |
| 8.               | Krummhorn   | 8′    |
|                  | Tremulant   |       |

| II Hauptwerk C– |             |       |
| 9.              | Pommer      | 16′   |
| 10.             | Principal   | 8′    |
| 11.             | Koppelflöte | 8′    |
| 12.             | Oktave      | 4′    |
| 13.             | Blockflöte  | 4′    |
| 14.             | Nasat       | 2 ⁄3′ |
| 15.             | Sifflöte    | 2′    |
| 16.             | Mixtur V    | 1 ⁄3′ |
| 17.             | Trompete    | 8′    |
|                 | Tremulant   |       |

| III Schwellwerk C– |                 |        |
| 18.                | Rohrgedeckt     | 8′     |
| 19.                | Weidenpfeife    | 8′     |
| 20.                | Flötenprincipal | 4′     |
| 21.                | Gemshorn        | 2′     |
| 22.                | Terz            | 1 3⁄5′ |
| 23.                | Sifflöte        | 1 ⁄3′  |
| 24.                | Septime         | 1 ⁄7′  |
| 25.                | Principal       | 1′     |
| 26.                | Scharff         | 2⁄3′   |
| 27.                | Rohrschalmei    | 8′     |
|                    | Tremulant       |        |

| Pedal C– |            |       |
| 28.      | Subbass    | 16′   |
| 29.      | Zartbass   | 16′   |
| 30.      | Offenbass  | 8′    |
| 31.      | Choralbass | 4′    |
| 32.      | Bassflöte  | 2′    |
| 33.      | Rauschbass | 2 ⁄3′ |
| 34.      | Posaune    | 16′   |
| 35.      | Klarine    | 4′    |

- Koppeln: I/II, III/II, I/P, II/P, III/P

## Krypta

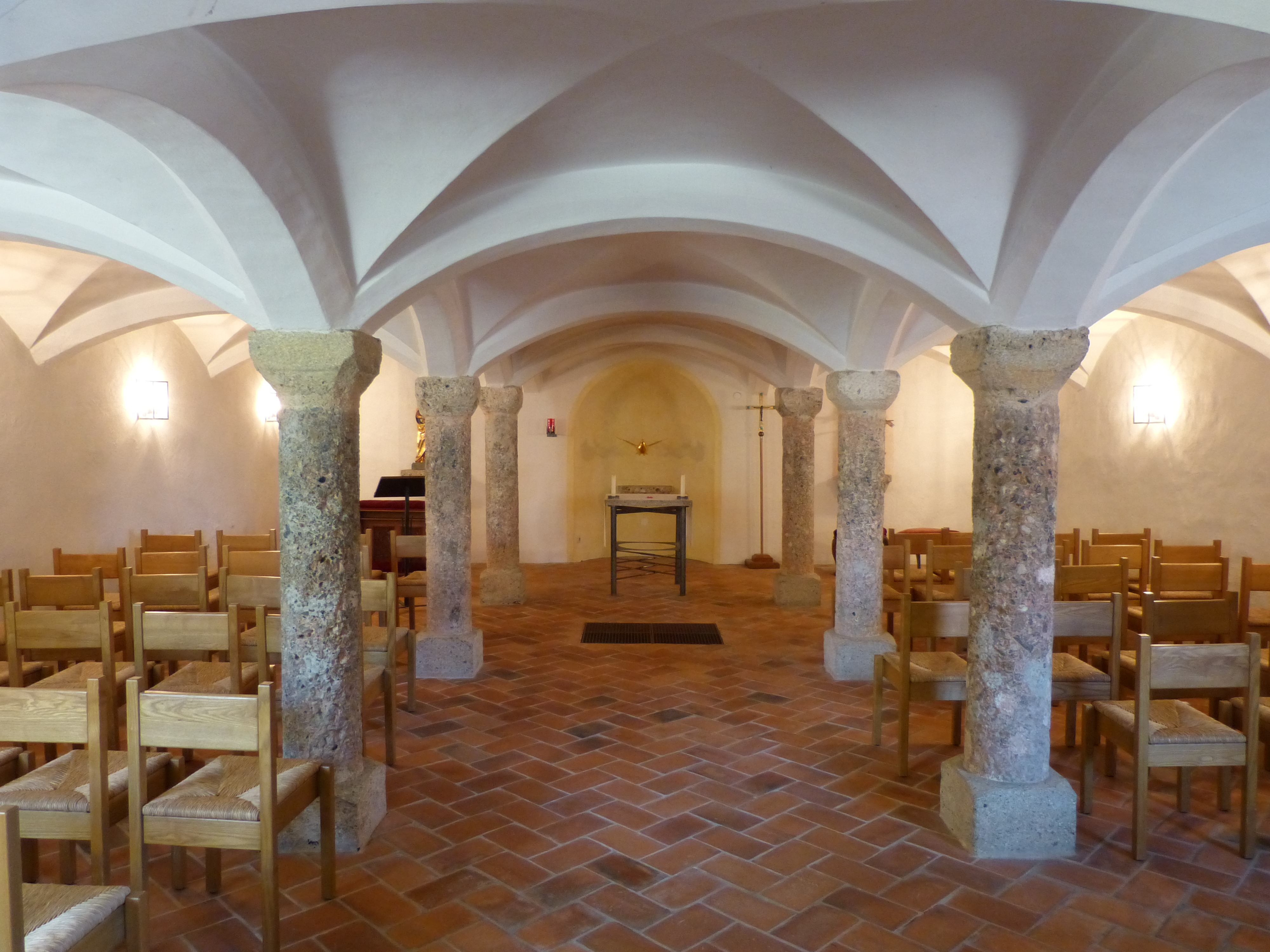
Krypta

Noch aus dem romanischen Vorgängerbau stammt die Krypta der Stiftskirche, die dem heiligen Sebastian geweiht ist. Die Krypta ist eine dreischiffige Halle und besteht aus fünf Jochen. Romanische Säulen aus Nagelfluh tragen das Kreuzgratgewölbe. Ursprünglich diente die Krypta in der Zeit von 1479 bis 1804 als Bestattungsort für den Ortsadel sowie die Chorherren des Kollegiatstiftes. Im Jahr 1884 wurde die Krypta erweitert und konnte von dieser Zeit an direkt vom Kirchenschiff aus betreten werden. Seit der Renovierung der Stiftskirche in den 1960er Jahren wird die Krypta auch für Gottesdienste verwendet. Die vergoldete Taube, ein Sinnbild des Heiligen Geistes, die über dem Altartisch in der Apsis schwebt, wurde von Peter Sulzer aus Augsburg im Jahr 1995 geschaffen. Rechts und links der Apsis befinden sich auf Konsolen frühbarocke Figuren. Dargestellt sind der heilige Sebastian und die Muttergottes.
Im Vorraum sowie in der Krypta selbst befinden sich mehrere Epitaphe. Darunter ist ein Epitaph für Dekan Georg Megglin mit folgender Inschrift:

“Anno 1682 dei mensis 21. Augusti obyt R. D. Georgius Megglin Hujus Eccl. Coll. Decanus et parochus.”

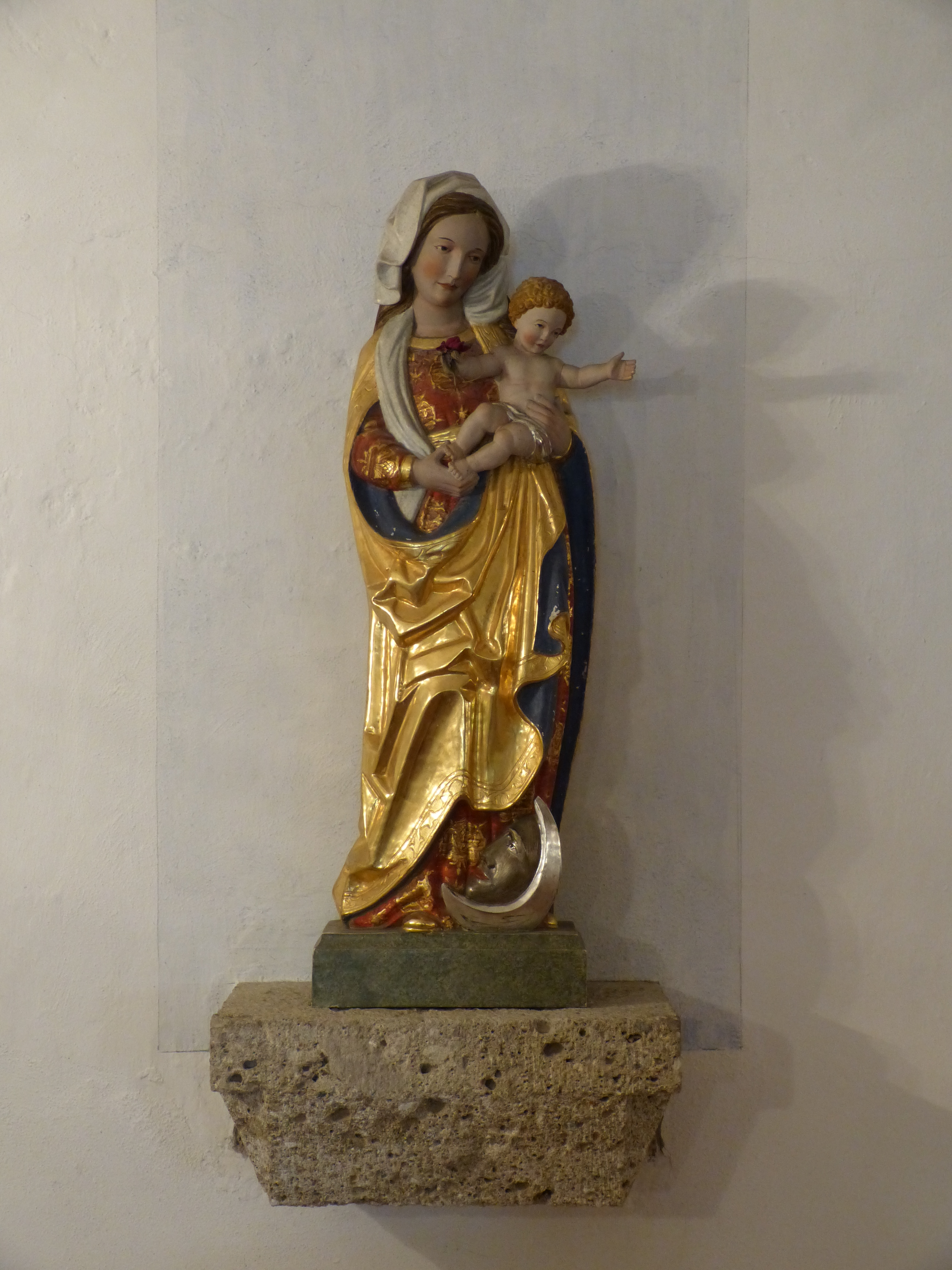
Muttergottes
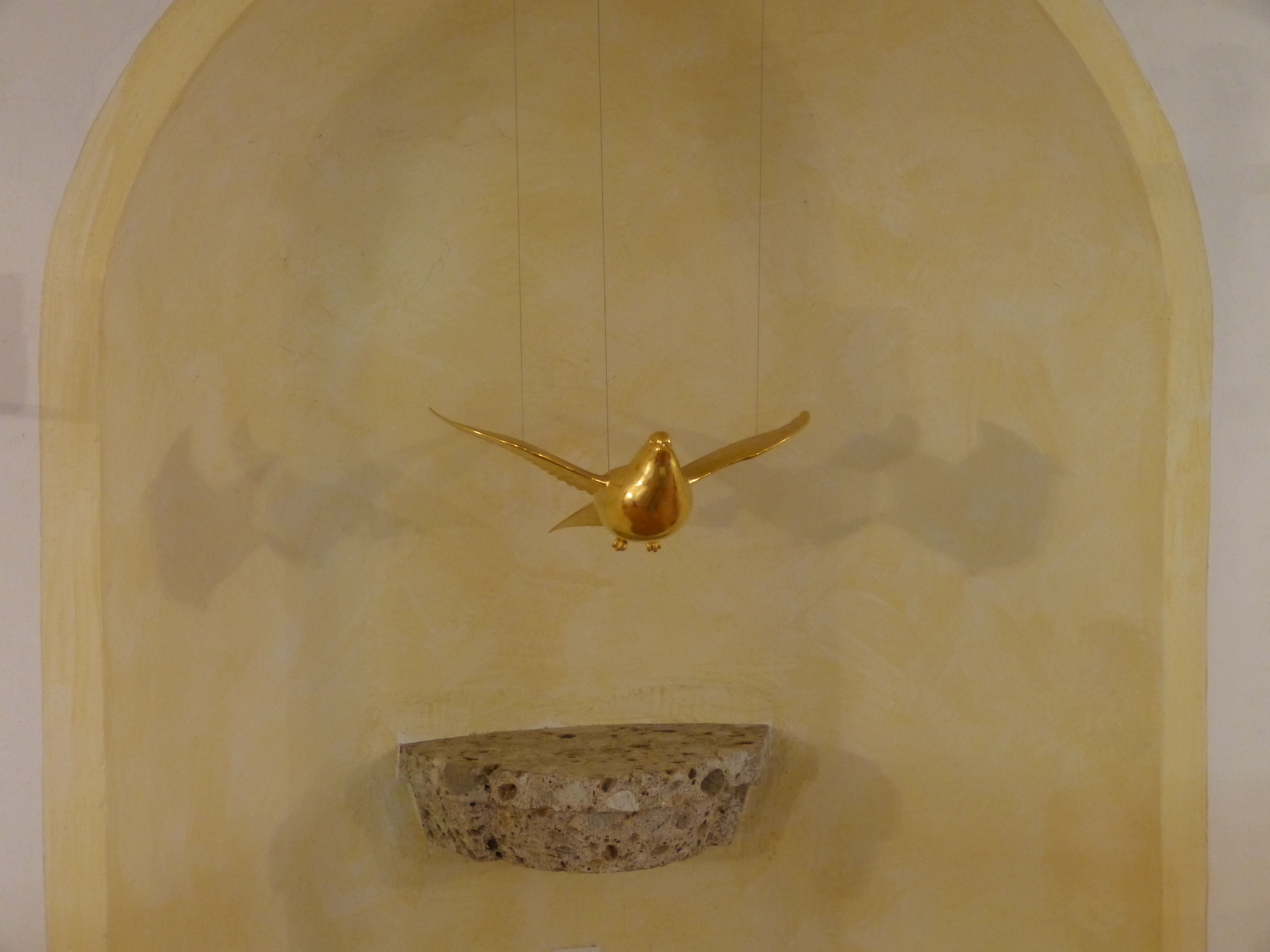
Vergoldete Taube in der Apsis
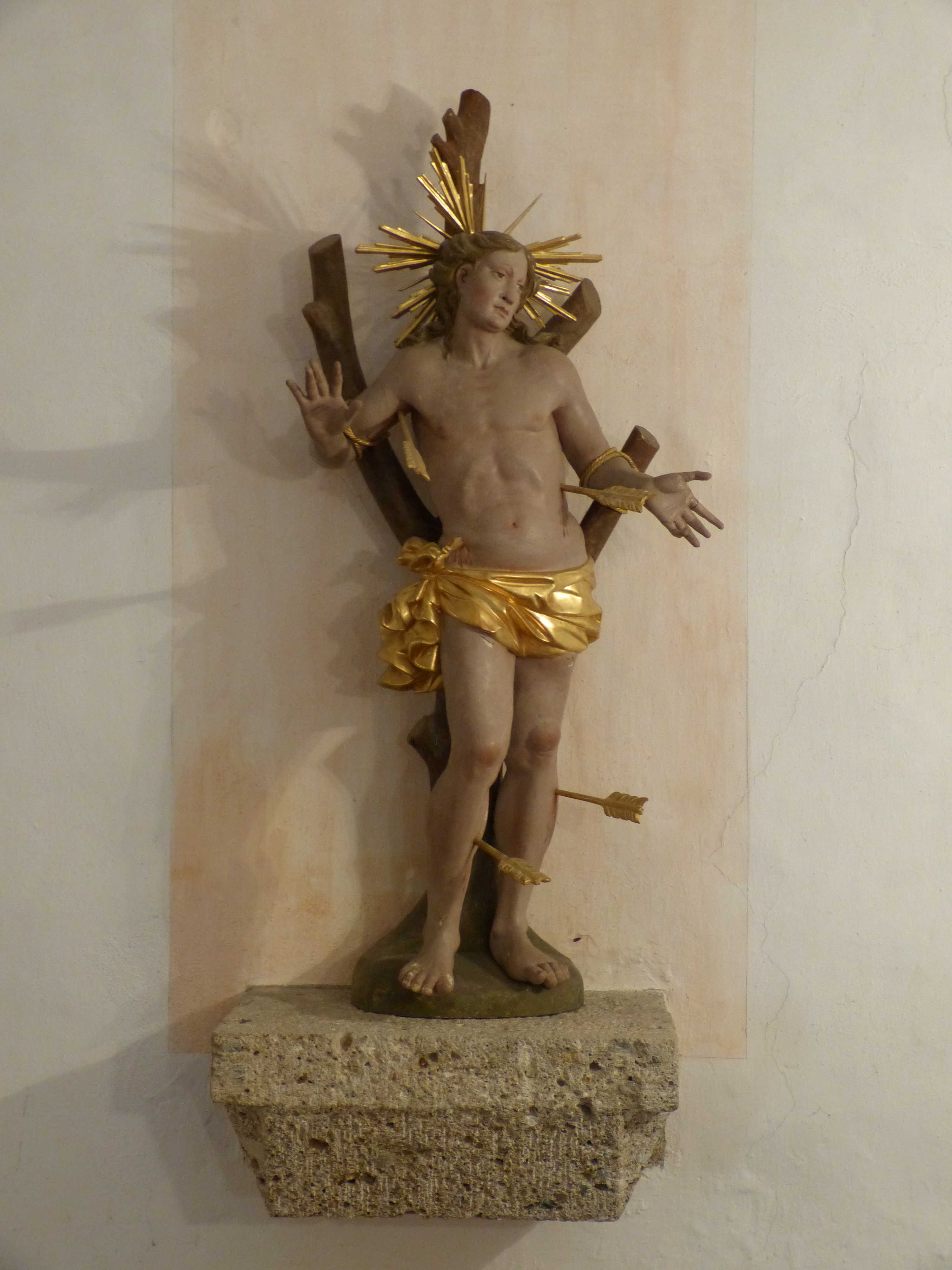
Hl. Sebastian

## Glocken
Im Turm der Stiftskirche sind fünf Glocken angebracht. Während des Zweiten Weltkrieges wurden alle Glocken entfernt und sollten eingeschmolzen werden. Lediglich eine der ursprünglichen Glocken wurde nicht eingeschmolzen und wieder im Turm aufgehängt.
Glocke I

Diese 1523 gegossene Glocke ist die Dreifaltigkeitsglocke. Die Aufschrift lautet: + O REX GLORIAE CHRISTE VENI CUM PACE IHS NAZARENUS REX JUDEORUM AMEN. HOC NOCUA CEDANT HOSTIS ET AURA SONO ANNO DOMINI MCCCCCXXIII. – (Christus, König der Herrlichkeit, komm mit Frieden. Jesus von Nazareth, König der Juden. Amen. In dieser Notzeit mögen die Feinde weichen und ich erklinge in der Luft im Jahre des Herrn 1523.) Der Ton ist d.
Glocke II

Diese 1950 gegossene Glocke ist die Muttergottesglocke und hat den Ton f.
Glocke III

Die Christkönigsglocke wurde 1950 gegossen und hat den Ton g.
Glocke IV

Wie die Glocken II und III wurde auch diese 1950 gegossen. Diese Glocke ist die Totenglocke und hat den Ton b.
Glocke V

Im Jahr 1922 wurde die Sterbeglocke gegossen. Ihr Ton ist c.